# Pardies
Pardies é uma comuna francesa na região administrativa da Nova Aquitânia, no departamento dos Pirenéus Atlânticos. Estende-se por uma área de 5,81 km². Em 2010 a comuna tinha 878 habitantes (densidade: 151,1 hab./km²).